# Постгранж
Постгранж (англ. Post-grunge) — стиль альтернативной рок-музыки, вышедший из гранжа и приобретший довольно широкое распространение на большой сцене после 1994 года. Принципиальным отличием его от гранжа является более мягкий звук, заранее рассчитанный под удобное радиовещание. Многие постгранж-группы нередко изменяют направленность музыки от гранжа в сторону поп-рокa или альтернативного метала.
Структурно от предшественника в стиле непременно сохраняется музыкальный гранжевый ход «спокойно-резко», звучание электрогитары с сильным «перегрузом» и незамысловато простые риффы. Музыкально постгранж иногда трудно отличить от альтернативного рока и альтернативного метала. За всё время существования стиль довольно сильно преобразовался (см. разновидности).
Первым постгранж-альбомом считается Throwing Copper американцев Live. Вскоре после них свои работы в этом стиле представили более популярные коллективы: Collective Soul, Stone Temple Pilots и Candlebox.
Помимо фактического зарождения стиля с выходом дебютных альбомов первых постгранж-групп есть условная дата перехода от гранжа к постгранжу — это смерть лидера группы Nirvana Курта Кобейна в апреле 1994 года. После этого события массовая популярность постгранжа начала возрастать с появлением таких групп, как: Smile Empty Soul, Godsmack, Foo Fighters, Seether, Shinedown, Staind, Nickelback, Breaking Benjamin, Three Days Grace, Alter Bridge и активной ротацией некоторых коллективов на американском музыкальном телевидении и радиовещании.

## Разновидности
Постгранж можно условно разделить на два вида:
- Первый — наиболее распространённая музыка с относительно мягким звучанием, похожая на альтернативный рок и местами на хард-рок. Наиболее яркими представителями являются Three Days Grace, Foo Fighters, Audioslave, Daughtry, Nickelback, Theory of a Deadman, Live, Chevelle, 3 Doors Down, Smile Empty Soul, 12 Stones, Puddle of Mudd, Animal ДжаZ, Finger Eleven, Saving Abel.
- Второй вид — это так называемый «тяжёлый гранж» или «хард гранж», смешанный с альтернативным металлом, который нередко причисляют к ню-металу. Для музыки такого типа характерно сочетание тяжёлой музыки с депрессивными текстами и, как правило, более жёстким вокалом. Такая музыка не слишком распространена в музыкальной индустрии, однако она не менее популярна, чем обычный пост-гранж. И хотя у таких групп встречаются и спокойные песни, подавляющее большинство — это именно «тяжёлый пост-гранж». Наиболее заметные представители: Godsmack, Flyleaf, Saliva, Cold, Breaking Benjamin, Shinedown, Seether, Stone Sour, Creed, Alter Bridge, Staind, Crossfade, Drowning Pool (поздний период), Soil.

Помимо разделения на тяжёлый и лёгкий пост-гранж существует классический вариант классификации: первая, вторая и третья волны пост-гранжа.
Первая волна пост-гранжа образовалась в середине 90-х годов и продержалась 3-4 года. Характерными признаками первой волны были довольно грубый и низкий звук гитар, доставшийся стилю от гранжа, но при этом исчезли грязные риффы и диссонансные призвуки. Мелодика сделала небольшой крен в сторону хард-рока. По сути, большинство песен первой волны можно относить непосредственно к гранжу. Первую волну представляли ранние альбомы групп: Bush, Stone Temple Pilots, Silverchair, Foo Fighters, Failure, Candlebox.
Вторая или классическая волна постгранжа стала набирать обороты в конце 90-х. Строившийся на сочетании мелодичных переборов и низкой гитары с сильным эффектом дисторшн, стиль набрал огромную популярность. Когда говорят пост-гранж, чаще всего имеют в виду именно вторую волну. На данном этапе стиль позаимствовал некоторые черты от альтернативного рока и ню-метала, такие как частый палм-мьютинг, акустические переборы, сильные мелодические вставки, и окончательно потерял гранжевую вязкость и грув. Классические представители второй волны: Breaking Benjamin, Staind, Fuel, Cold, Seether, 12 Stones, Smile Empty Soul, Three Days Grace, Nickelback.
Самая молодая третья волна пошла ещё дальше в сторону альт-рока и приобрела некоторые его черты, такие как быстрая скорость игры, более высокий вокал и строй гитары (в классическом пост-гранже гитары опускали довольно низко). Также часто используется две гитары для более насыщенного звука. Стиль активно развивается с 2003—2004 гг. Объективно третья волна — это смесь классического пост-гранжа и модерн-альт-рока.